# Phalangiacarus brosseti
Genre
Espèce
Phalangiacarus brosseti est une espèce d'acariens parasitiformes de la famille des Opilioacaridae, la seule du genre Phalangiacarus.

## Distribution
Cette espèce est endémique du Gabon.

## Publication originale
- Coineau & van der Hammen, 1979 : The postembryonic development of Opilioacarida, with notes on new taxa and on a general model for the evolution. International Congress of Acarology, vol. 4, n. 1/2, p. 437-441.